# Thalhof (Reichenau an der Rax)

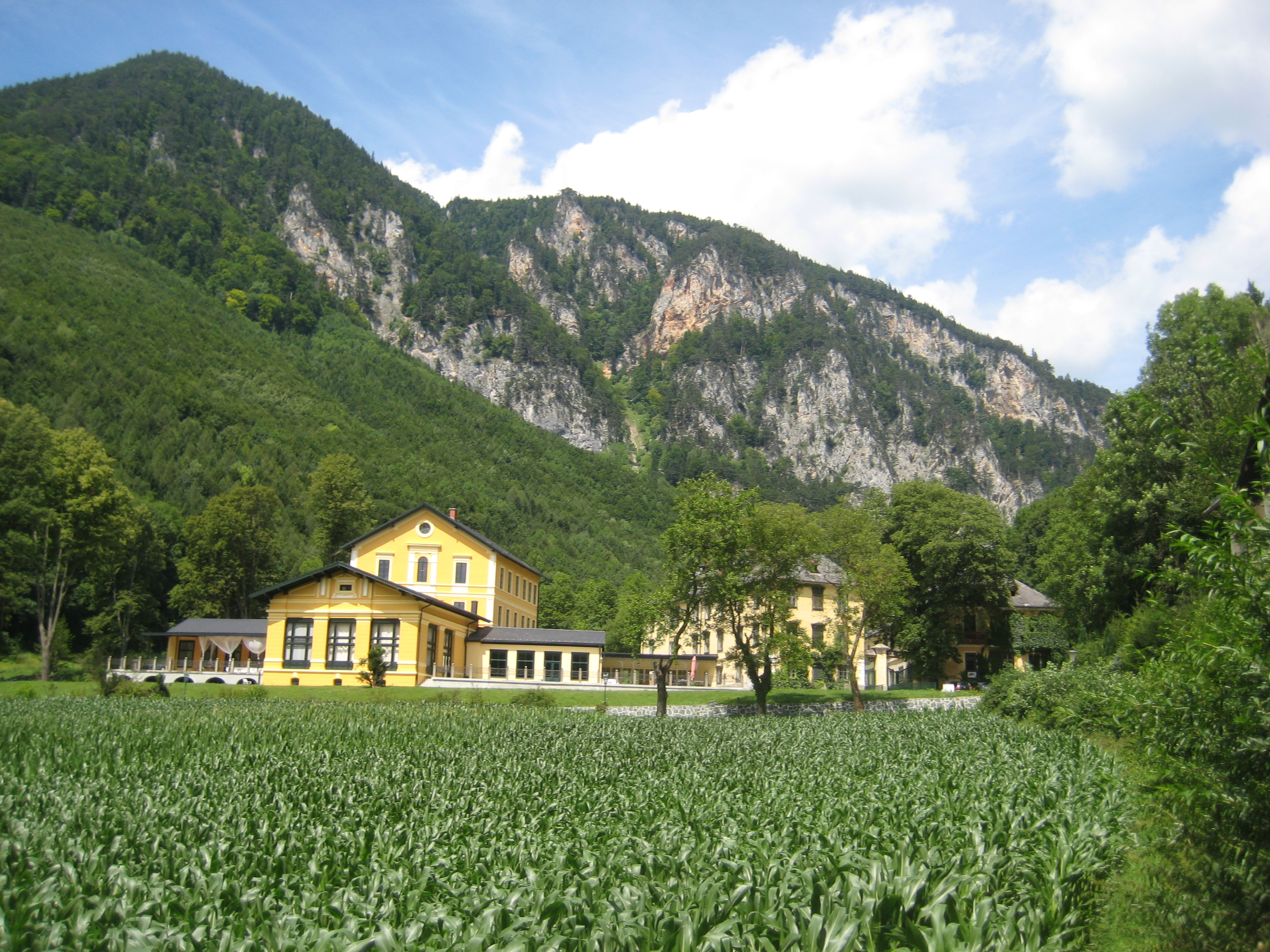
Der Thalhof in Reichenau

Der Thalhof in Reichenau an der Rax (Österreich) ist ein Kultur- und Gästehaus in Reichenau an der Rax.

## Geschichte
Der Thalhof wurde erstmals im Jahre 1652 als Landgut erwähnt. Ignaz Waissnix baute es in der ersten Hälfte des 19. Jahrhunderts zu einem beachtlichen Gastbetrieb aus. Zu Beginn des Tourismus in der Biedermeierzeit des 19. Jahrhunderts rangierte der Thalhof unter den Spitzenhotels, und Beschreibungen des Ortes und seiner Umgebung waren in der Reiseliteratur zu finden.
Ab 1853 waren die Waldgebiete rund um Reichenau den königliche Jagden vorbehalten. Kaiser Franz Joseph I. von Österreich und seine Gattin Elisabeth unternahmen mehrere Jagdreisen nach Reichenau und logierten im Thalhof.
Bis 1890 wurde der Thalhof zu einem Grand Hotel ausgebaut. Der Thalhof wurde zur Land- und Bergresidenz der Wiener-Ringstraßen-Gesellschaft und des Adels sowie zahlreicher Künstler und Literaten. Darunter auch Sigmund Freud (der hier an Die Traumdeutung schrieb), Peter Altenberg und Arthur Schnitzler. Letztgenannter hatte von 1886 bis zu ihrem Tod 1897 eine (platonische) Beziehung zur Wirtin Olga Waissnix, die für ihn sehr bedeutend war. 
Die Besatzung des Zweiten Weltkrieges hinterließ schwere Devastierungen, von denen sich die Gebäude nur noch schwer erholten.
Seit den 1980er-Jahren war der Thalhof im Sommer wiederholt Schauplatz von Lesungen und Theateraufführungen.
Der Thalhof steht heute unter Denkmalschutz. Im Juli 2019, nach einer umfassenden dreijährigen Revitalisierung, eröffnete er als Apartmenthaus im historischen Ambiente.